# 直和 (位相空間論)
位相空間論および関連した数学の分野において、位相空間の族の非交和（ひこうわ、英: disjoint union）または直和（ちょくわ、英: direct sum）とは、台集合の非交和（集合の直和）に非交和位相 (disjoint union topology) と呼ばれる自然な位相を入れることによって形成される位相空間を言う。乱暴な言い方をすれば、2つ以上の空間をそれぞれ個々の空間と見なすと同時に、すべて一緒にした一つの空間としても考えるということである。
非交和空間は積空間の構成の圏論的双対となるため、余積 (coproduct) とも呼ばれる。そのほかにも、自由合併 (free union)、自由和 (free sum)、位相和 (topological sum) などの呼び名もある。

## 定義
I で添字付けられた位相空間の族 {Xi : i ∈ I} が与えられたとき、それらの台集合たちの非交和 {\textstyle X:=\coprod _{i}X_{i}=\{(x_{i},i)\mid x_{i}\in X_{i},\,i\in I\}} において自然な入射 (canonical injection) {\textstyle \varphi _{i}\colon X_{i}\hookrightarrow X;\;\varphi _{i}(x):=(x,i)} がどの i ∈ I に対しても定まることに注意する。
定義 (非交和位相)
X 上の非交和位相 (disjoint union topology) を、上記の自然な入射がすべて連続となる X 上の最大の位相（すなわち関数の族 {φi} に対する終位相）として定義する。
この非交和位相を位相空間の開集合の言葉で陽に書けば、
- X の部分集合 U が非交和位相に関して開であるための必要十分条件は、任意の i ∈ I に対して原像 {\displaystyle \varphi _{i}^{-1}(U)} が Xi の開集合となることである。
- X の部分集合 V が非交和位相に関して X に相対開であるための必要十分条件は、任意の i ∈ I に対して Xi との交わり V ∩ Xi が Xi に相対開となることである。

などと表せる。

## 性質
非交和空間 X は自然な入射とともに次の普遍性によって特徴づけることができる:
非交和空間の普遍性任意の位相空間 Y と任意の連続写像の族 fi: Xi → Y が与えられれば、図式を可換にする連続写像 f: X → Y がただ一つ存在する。
これは非交和が位相空間の圏における余積であることを示している。上の普遍性質から、写像 f: X → Y が連続であるためには、任意の i ∈ I に対して fi = f ∘ φi が連続であることが必要十分であることが従う。
連続であるだけでなく自然な入射 φi: Xi → X は開写像かつ閉写像である。ゆえに、入射が位相的埋め込みとなることから、各 Xi は自然に X の部分空間と見なすことができる。

## 例
各 Xi が固定された空間 A に同相であれば、非交和 X は I に離散位相を与えて A × I と同相になる。

## 位相的性質の保存
- 離散空間からなる任意の族に対し、それらを項とする非交和は離散である
- 分離性
  - T0 空間からなるすべての非交和は T0 である
  - T1 空間からなるすべての非交和は T1 である
  - ハウスドルフ空間からなるすべての非交和はハウスドルフである
- 連結性
  - 2つ以上の空でない位相空間の非交和は不連結である